# W3Schools
W3Schoolsはウェブ技術のオンライン学習サイトである。HTML、CSS、JavaScript、PHP、SQL、Bootstrap、jQueryに関する参考資料や教材があり、月間100万人以上のユニークビジターが訪問している。
1998年に開設され、サイト名はWorld Wide Webに由来するが、ノルウェーのRefsnes Data社が運営しておりW3C (World Wide Web Consortium) には属していない。数千のコード例の記載があり、オンラインエディタで利用者がサンドボックスに自由に編集し試せる。